# Josef Hauser
Josef Hauser (n. 10 martie 1910, München, Imperiul German – d. 10 august 1981, München, RFG) a fost un jucător de polo pe apă ce a reprezentat Germania, medaliat olimpic. A participat la 1 ediție a Jocurilor Olimpice (1936) în care a câștigat 1 medalie de argint.

## Participări
Lista de mai jos prezintă principalele competiții la care a participat Josef Hauser de-a lungul carierei.
- Jocurile Olimpice de vară din 1936